# 馬天驥 (南明)
馬天驥（1580年10月10日—1652年），字季驤，號莊栩，蘇州府崑山縣人，明朝、南明政治人物。

## 生平
馬天驥是萬曆五年進士馬玉麟的兒子、商城縣丞馬天騏的兄長，在萬曆四十年（1612年）中舉人，獲授邳州學正，之後歷任都察院司務、國子監助教，改官刑部江西司員外郎、郎中，累遷承天推官。
崇禎十七年（1644年），他奉旨慰左良玉，未抵達湖廣北京已經失陷，弘光年間他到廣東督餉，南京淪陷後帶同家人一家十口前往廣西。永曆年間陞為都察院僉都御史，參贊桂林軍務；又遷右副都御史兼兵部右侍郎。到五年（1651年）清朝軍隊攻陷桂林，瞿式耜被殺，他冒死前往南寧行在，南明朝廷讓他擔任戶兵二部尚書，兼都察院左都御史，賜尚方劍守衛廣西，並進上柱國、光祿大夫、少傅、太子太保，又讓他的兒子馬錫祉蔭官尚寶司丞；但同年十二月隨即罷官，次年（1652年）九月於忠州行營去世，得朝廷賜祭，諡號忠勤，虛歲七十三。

## 家庭
- 正室一品夫人吳氏（1582年1月20日－1639年8月31日），長洲光祿寺丞吳之相女[8]
  - 生兒子馬緝魯，兩名女兒[8]
- 側室何氏（1586年8月15日－1644年11月13日）[8]
  - 生兒子馬錫庶、馬錫魯、馬錫祉，三名女兒[8]

## 引用
1. 1 2  錢海岳《南明史·卷六十·列傳第三十六》：馬天驥，字季驤，崑山人。萬曆四十年舉於鄉。授都察院司務，累遷承天推官。
2. ↑  民國《［崑山］馬氏族譜·卷三·攷》：天驥，玉麟四子，字季驤，號莊栩。由崑廪生中式，萬厯壬子應天舉人，授淮安府邳州教諭，內調北京國子監助教。除都察院經厯，改刑部江西司員外郎，轉本司郎中。
3. ↑  錢海岳《南明史·卷四·本紀第四》：（永曆五年）冬十月乙巳朔，……馬天驥戶兵二部尚書，守廣西。
4. ↑  錢海岳《南明史·卷二十四·表第十》：永曆五年欄：馬天驥二月任。十二月罷（戶部尚書）。……馬〔天〕驥十月兼。十二月罷（兵部尚書）。
5. ↑  錢海岳《南明史·卷六十·列傳第三十六》：南京亡，入廣西。永曆中，官戶兵二部尚書，賜尚方劍便宜行事，守廣西。
6. ↑  道光《崑新兩縣志·卷二十四·忠節》：馬天騏，字神逸，玉麟第六子。……兄天驥，字季襄，萬厯壬子舉人，官湖廣承天府推官。 甫里志作邳州學正。 乙酉後一家十口至廣西去不返。 按前志……天驥於永明時為戶兵二部尚書，賜劍守廣西，季子錫祉贅南寧云云，皆據馬氏家乘。攷《明史》及徐秉義《忠烈紀實》、葉奕苞《志稿》各紀傳皆不載，茲但據董志所載，存之備考。
7. ↑  民國《［崑山］馬氏族譜·卷三·攷》：甲申奉旨宣慰甯南左良玉，未抵楚而變聞；南都立，督餉廣東，從永明王於廣西，特陞都察院僉都御史，參贊桂林軍務。遷右副都御史，兼兵部右侍郎，仍參桂林軍務；及大兵取桂林，留守瞿式耜死之，公豫日奉遺表冒圍詣行在不死。及永明王入滇，加戶兵二部尚書，兼都察院左都御史，留守廣西，賜上方劔便宜文武事務粵楚；復進上柱國、光祿大夫、少傅、太子太保。上贈三代如其官，下蔭一子錫祉為尚寶司丞。是年壬辰九月卒於忠州行營 國朝為順治九年 ，訃聞上震悼，賜祭，諡忠勤，距生萬厯八年庚辰九月初三，享年七十又三。
8. 1 2 3 4  民國《［崑山］馬氏族譜·卷三·攷》：配吳氏，長洲光祿寺丞諱之相女，累封一品夫人，萬厯九年辛巳十二月二十七日生，崇禎十二年己卯八月初四卒，享年五十又九。側室何氏，萬厯十四年丙戌七月初二日生，崇禎十七年甲申十月十六日卒，享年五十又八。

子四，緝魯 正出 、錫庶、錫魯、錫祉 俱側出，女五 二正出，三側出